# Семки (Хмільницький район)
Се́мки — село в Україні, у Хмільницькому районі Вінницької області. Населення становить 624 особи.